# Giddings (Texas)
Giddings es una ciudad ubicada en el condado de Lee en el estado estadounidense de Texas. En el Censo de 2010 tenía una población de 4.881 habitantes y una densidad poblacional de 366,65 personas por km².

## Geografía
Giddings se encuentra ubicada en las coordenadas 30°10′59″N 96°55′45″O / 30.18306, -96.92917. Según la Oficina del Censo de los Estados Unidos, Giddings tiene una superficie total de 13.31 km², de la cual 13.23 km² corresponden a tierra firme y (0.6%) 0.08 km² es agua.

## Demografía
Según el censo de 2010, había 4.881 personas residiendo en Giddings. La densidad de población era de 366,65 hab./km². De los 4.881 habitantes, Giddings estaba compuesto por el 68.74% blancos, el 11.88% eran afroamericanos, el 1.17% eran amerindios, el 0.9% eran asiáticos, el 0.08% eran isleños del Pacífico, el 14.69% eran de otras razas y el 2.54% pertenecían a dos o más razas. Del total de la población el 42.66% eran hispanos o latinos de cualquier raza.